# Publius Manlius Vulso (Konsulartribun)
Publius Manlius Vulso entstammte der altrömischen Patrizierfamilie der Manlier und war 400 v. Chr. Konsulartribun.

## Leben
Sowohl die Fasti Capitolini als auch die antiken Historiker Titus Livius und Diodor führen in ihren Verzeichnissen der römischen Obermagistrate des Jahres 400 v. Chr. Publius Manlius Vulso an erster Stelle an. Sein Cognomen Vulso ist zwar bei Livius und Diodor nicht angegeben, sehr wohl aber in den Fasti Capitolini, die auch Manlius’ Abstammung verzeichnen: Danach war er der Sohn eines Marcus Manlius und Enkel eines Gnaeus Manlius. Falsch ist Livius’ Angabe, dass 396 v. Chr. die sechs Konsulartribunen von 400 v. Chr. erneut zu den höchsten Beamten der Römischen Republik gewählt worden seien. Speziell im Hinblick auf die Manlier amtierte 396 v. Chr. nicht Publius Manlius Vulso als Konsulartribun, sondern laut den Fasti Capitolini und Diodor vielmehr Quintus Manlius Vulso Capitolinus.